# Кардаминова пеперуда
Кардаминова пеперуда (Anthocharis cardamines) е вид пеперуда срещаща се и в България.

## Описание
Крилете са с размери 4,0–5,2 cm. Има силно изразен полов диморфизъм. Мъжката е бяла, връхната половина на предните крила е с оранжеви петна, а самият връх е зачернен. Задните крила са с неправилни и неясни тъмни петна. Женската е с бели крила без оранжево петно. Долната страна на задните крила е изпъстрена със зеленикави петна. Гъсениците са светлозелени със светли надлъжни ивици и черни петна по страните на тялото. 

## Разпространение
Разпространена е в умерените пояси на Евразия.

## Начин на живот и хранене
Среща се предимно в гори с ливади до 2200 м. н.в. Основни хранителни растенията горва ливадна (Cardamine pratensis) и лъжичина (Alliaria petiolata). Гъсениците се хранят с листата на растения от сем. Кръстоцветни (Brassicaceae).

## Размножаване
Дава едно поколение годишно, което се появява още през април до началото на май.

## Подвидове
- A. c. progressa
- A. c. septentionalis
- A. c. phoenissa
- A. c. alexandra
- A. c. hibernica
- A. c. koreana
- A. c. kobayashii
- A. c. isshikii
- A. c. hayashii